# Centaurium quadrifolium
Centaurium quadrifolium är en gentianaväxtart. Centaurium quadrifolium ingår i släktet aruner, och familjen gentianaväxter.

## Underarter
Arten delas in i följande underarter:
- C. q. linariifolium
- C. q. quadrifolium
- C. q. barrelieri
- C. q. pulverulentum